# María Sanz Navarro
María Sanz Navarro (Zaragoza, 18 de diciembre de 1997) es una futbolista española. Juega de cierre y su equipo actual es la Futsi Atlético Navalcarnero de la Primera División de fútbol sala femenino de España.

## Trayectoria
Comenzó su andadura deportiva en los equipos del Colegio Miraflores para, con 12 de edad, incorporarse al Intersala Promises Zaragoza, club con el ha sido campeona y subcampeona de España en categorías infantil, cadete y juvenil, consiguió el ascenso a la División de Plata y, en la temporada 2014/15 se proclamó campeona del Grupo I de la Segunda División Nacional, disputando la fase de ascenso a la 1ª División. Además ha conquistado la Copa Gobierno de Aragón en dos ocasiones. En 2015 ficha por el Futsi Atlético Feminas.

## Selección nacional
Debutó con la selección española de fútbol sala el 22 de febrero de 2022 en un partido amistoso jugado contra Portugal en la localidad de Oliveira de Azeméis, lo hizo marcando dos goles. Jugó la Eurocopa de 2022 y ganó la Eurocopa.

## Estadísticas

### Clubes
Actualizado al último partido jugado el 26 de junio de 2022.
| Club | Div.          | Temporada     | Liga  | Liga  | Liga       | Liga      | Copas nacionales(1) | Copas nacionales(1) | Copas nacionales(1) | Copas nacionales(1) | Torneos internacionales(2) | Torneos internacionales(2) | Torneos internacionales(2) | Torneos internacionales(2) | Total(3) | Total(3) | Total(3)   | Total(3)  |
| Club | Div.          | Temporada     | Part. | Goles | Amonestado | Expulsado | Part.               | Goles               | Amonestado          | Expulsado           | Part.                      | Goles                      | Amonestado                 | Expulsado                  | Part.    | Goles    | Amonestado | Expulsado |
| --- | ------------- | ------------- | ----- | ----- | ---------- | --------- | ------------------- | ------------------- | ------------------- | ------------------- | -------------------------- | -------------------------- | -------------------------- | -------------------------- | -------- | -------- | ---------- | --------- |
| Intersala Promises · España |               |               |       |       |            |           |                     |                     |                     |                     |                            |                            |                            |                            |          |          |            |           |
| 2.ª |               |               |       |       |            |           |                     |                     |                     |                     |                            |                            |                            |                            |          |          |            |           |
| |               | -             | -     | -     | -          | -         | -                   | -                   | -                   | -                   | -                          | -                          |                            | -                          | -        | -        |            |           |
| Total club | Total club    | -             | -     | -     | -          | -         | -                   | -                   | -                   | -                   | -                          | -                          | -                          | -                          | -        | -        | -          |           |
| Futsi Atlético Navalcarnero · España |               |               |       |       |            |           |                     |                     |                     |                     |                            |                            |                            |                            |          |          |            |           |
| 1.ª |               |               |       |       |            |           |                     |                     |                     |                     |                            |                            |                            |                            |          |          |            |           |
| 2015-16 | 28            | 19            | 1     | 0     | 2          | 1         | 0                   | 0                   | -                   | -                   | -                          | -                          | 30                         | 20                         | 1        | 0        |            |           |
| 2016-17 | 29            | 9             | 2     | 0     | 5          | 0         | 2                   | 0                   | 3                   | 0                   | 0                          | 0                          | 37                         | 9                          | 4        | 0        |            |           |
| 2017-18 | 27            | 12            | 2     | 0     | 5          | 2         | 2                   | 0                   | 3                   | 2                   | 2                          | 0                          | 35                         | 16                         | 6        | 0        |            |           |
| 2018-19 | 30            | 10            | 2     | 0     | 5          | 2         | 1                   | 0                   | 2                   | 3                   | 0                          | 0                          | 37                         | 15                         | 3        | 0        |            |           |
| 2019-20 | 23            | 15            | 4     | 0     | 4          | 1         | 0                   | 0                   | -                   | -                   | -                          | -                          | 27                         | 16                         | 4        | 0        |            |           |
| 2020-21 | 25            | 12            | 5     | 0     | 4          | 1         | 0                   | 0                   | -                   | -                   | -                          | -                          | 29                         | 13                         | 5        | 0        |            |           |
| 2021-22 | 34            | 25            | 4     | 0     | 6          | 6         | 0                   | 0                   | -                   | -                   | -                          | -                          | 40                         | 31                         | 4        | 0        |            |           |
| Total club | Total club    | 196           | 102   | 20    | 0          | 31        | 13                  | 5                   | 0                   | 8                   | 5                          | 2                          | 0                          | 235                        | 120      | 27       | 0          |           |
| Total carrera | Total carrera | Total carrera | 196   | 102   | 20         | 0         | 31                  | 13                  | 5                   | 0                   | 8                          | 5                          | 2                          | 0                          | 235      | 120      | 27         | 0         |
| (1) Incluye datos de Copa de España / Supercopa de España. (2) Incluye datos de Campeonato de Europa de Clubes y Copa Intercontinental. (3) No incluye datos de partidos amistosos. |               |               |       |       |            |           |                     |                     |                     |                     |                            |                            |                            |                            |          |          |            |           |

## Palmarés y distinciones
- Eurocopa:

 2022
 2023
- Liga española: 4 títulos

2016-17, 2018-19, 2021-22 y 2024-25
- Copa de España: 2 títulos

2016 y 2018.
- Supercopa de España: 4 títulos

2016/17, 2017/18 y, 2018/19 y 2024/25.
- Copa de Europa: 2 títulos

2016-17, 2017-18.
- Segunda División Liga Española: 1 título

2014-15
- Copa Gobierno de Aragón : 2 títulos